# Heliria molaris
Heliria molaris är en insektsart som beskrevs av Butler. Heliria molaris ingår i släktet Heliria och familjen hornstritar. Inga underarter finns listade i Catalogue of Life.